# ان-فرمیل‌پیپریدین
ان-فرمیل‌پیپریدین (به انگلیسی: N-Formylpiperidine) یک ترکیب شیمیایی با شناسه پاب‌کم ۱۷۴۲۹ است. 